# Зигельберг, Александр Францович
Александр Францович (Генрихович) Зигельберг (1827—1890) — архитектор, академик архитектуры Императорской Академии художеств.

## Биография
Отец Зигельберга — выходец из Германии (немецких земель) — был каменных дел мастером. Желая продолжать профессию отца, Зигельберг в 1861 году поступил вольнослушателем в Императорскую Академию художеств, а осенью 1864 года отправился для художественных занятий в Курляндию и Ковенскую губернию. Получил малую серебряную медаль Академии (1865 год) за «проект дома для богатой дамы вдовы». В 1867 году он принял русское подданство. В декабре 1867 года, представил проект «православной церкви со склепом для богатого имения», на звание классного художника 3-й степени, но проект был забракован советом Академии художеств. Получил от Академии художеств звание свободного художника (1868 год). В мае 1868 года представил из Смоленска на конкурс другой проект, «станции железных дорог 3-го класса в губернском городе», но и этот проект, вследствие чисто формальных причин — несоблюдения правил конкурса — не был принят, и Зигельберг в августе 1869 года представил на конкурс третий проект «дома мирового судьи», за который и был удостоен звания классного художника 3-й степени (1869). В ноябре 1869 года просил разрешения допустить его к конкурсу на звание художника 2-й степени, которое и было присуждено ему (1869 год). Получил от Академии звание классного художника 1-й степени (1870 год) за проект «Народного дома». Избран в академики (1874 год).

Примеры работ Зигельберга
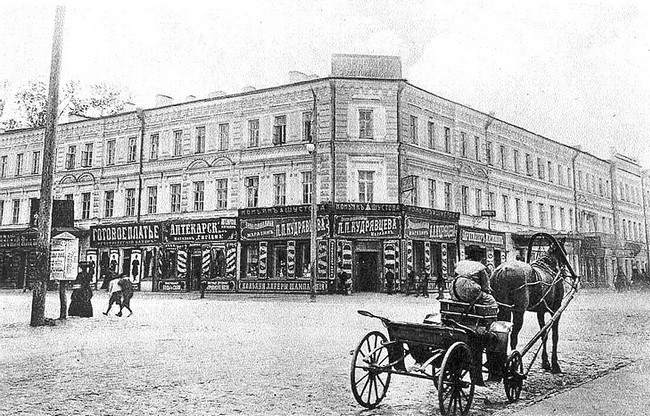
«Гранд-отель» в Пензе (1885)
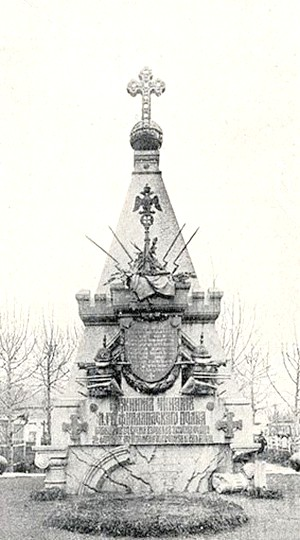
Памятник героям-финляндцам (1885)

Окончив курс наук в Академии художеств, служил архитектором на железных дорогах (с октября 1869 по сентябрь 1871 года на Грязе-Царицынской, затем на Лозово-Севастопольской), где и строил гражданские сооружения. Такие же постройки Зигерберг вел на Маршанско-Сызранской и Боровичской железных дорогах. Независимо от этих поручений, он имел и частные заказы в Петрограде, Москве, Пензе, Сызрани, Ялте и др. городах. Так, им был построен барский дом в селе Черкасове, Пензенской губернии для B. Н. Охотникова, дачи в Ялте для А. И. Гончарова, богатые дома для В. Т. Соловьева, Т. И. Назарова в Москве, для г-на Кошелева в Пензе и т. п.
Удостоен звания академика по архитектуре (1874 год) за проект «богатой гостиницы для приезжающих в столицу».
В архитектурной среде Александр Францович оставил память своим дельным конкурсным проектом памятника гренадерам, павшим в сражении с турками 28 ноября 1877 года при взятии Плевны. Этот проект был награждён второй премией и как автор памятника одиннадцати нижним чинам лейб-гвардии Финляндского полка, погибшим 5 февраля 1880 года при взрыве бомбы в Зимнем дворце во время покушения С. Н. Халтурина на Александра II, установленного на Смоленском кладбище в Санкт-Петербурге.
Среди главных построек В Москве трехэтажные дома (Больной Сухаревский переулок, дома №№ 19 — 21; Балакиревский пер., дом № 1, 1875—1878 годы). Проекты дома мирового судьи (1869 год) и Народного дома (1870 год), здание «Гранд-Отеля» в Пензе (1880—1883).